# スヴィリードフ (小惑星)
スヴィリードフ (4075 Sviridov) は、小惑星帯にある小惑星。リュドミーラ・カラチキナがクリミア天体物理天文台で発見した。
20世紀後半のロシアを代表する作曲家のゲオルギー・スヴィリードフ（Георгий Васильевич Свиридов、1915年-1998年）から名付けられた。